# ئی‌ام‌دی جی‌پی۱۵-۱
ئی‌ام‌دی جی‌پی۱۵–۱ (انگلیسی: EMD GP15-۱) یک لوکوموتیو دیزلی ساخت شرکت جنرال موتورز الکترو-موتیو دیویژن است.
این لوکوموتیو که مابین سال‌های ۱۹۷۶ تا ۱۹۸۲ تولید میشده دارای ۱۲ سیلندر و ۱٬۵۰۰ اسب بخار توان خروجی بوده است.